# NGC 1691
NGC 1691 (другие обозначения — UGC 3201, MCG 1-13-9, MK 1088, ZWG 420.19, IRAS04520+0311, PGC 16300) — спиральная галактика с перемычкой в созвездии Орион.
Этот объект входит в число перечисленных в оригинальной редакции «Нового общего каталога».
В галактике наблюдается повышенное ультрафиолетовое излучение, и потому её относят к галактикам Маркаряна. Причиной излучения, вероятно, являются массивные звезды класса О, которые образовались в результате недавней вспышки звездообразования.
В NGC 1691 наблюдается некоторое нехарактерное различие в излучении  СО и H, что может указывать на быстрое вращение ядра галактики.
Галактика NGC 1691 входит в состав группы галактик NGC 1762. Помимо NGC 1691 в группу также входят ещё 26 галактик.